# Albert H. Kelley
Albert H. Kelley (Wallingford, 7 ottobre 1894 – Los Angeles, 2 maggio 1989) è stato un regista, sceneggiatore e aiuto regista statunitense.

## Filmografia

### Regista
- Home Stuff (1921)
- Deserted at the Altar, co-regia di William K. Howard (1922)
- Dancing Days (1926)
- Shameful Behavior? (1926)
- His New York Wife (1926)
- Stage Kisses (1927)
- Una nueva y gloriosa nación (1928)
- Confessions of a Wife (1928)
- Campus Knights (1929)
- No More Children (1929)
- The Woman Racket, co-regia di Robert Ober e Paul Bern (1930)
- The Leather Pushers (1930)
- Kid Roberts (1930)
- Hammer and Tongs (1930)
- The Knockout (1930)
- The Comeback (1930)
- The Mardi Gras (1930)
- All for a Lady (1930)
- Framed! (1931)
- The Lady Killer (1931)
- Kane Meets Abel (1931)
- The Champion (1931)
- One Day to Live (1931)
- Stay Out
- Offensive System (1931)
- Various Shifts (1931)
- Famous Plays (1931)
- Carry On (1931)
- Backfield Play (1931)
- Trick Plays (1931)
- Football 40 Years Ago (1931)
- Developing a Football Team (1931)
- Soccer (1931)
- Fundamentals of Offense (1931)
- Defensive Play (1931)
- Basketball Tactics and Plays (1931)
- Jungle Bride, co-regia di Harry O. Hoyt (1933)
- Double Cross (1941)
- L'isola di nessuno (Submarine Base) (1943)
- Slippy McGee
- Street Corner
- America for Me (1953)

### Aiuto regista
- The Winding Trail, regia di John H. Collins (1918)
- To Hell with the Kaiser!
- The Gold Cure
- Satan Junior
- The Brat
- The Off-Shore Pirate
- Passionate Youth, regia di Dallas M. Fitzgerald (1925)
- The Sap, regia di Erle C. Kenton (1926)
- Gigolo, regia di William K. Howard (1926)
- Dr. Gillespie's New Assistant, regia di Willis Goldbeck (1942)
- L'uomo venuto da lontano (An American Romance), regia di King Vidor (1945)

### Sceneggiatore
- Campus Knights
- No More Children
- Street Corner